# Quiche lorraine
La quiche lorraine est une variante de quiche, une tarte salée de la cuisine lorraine et de la cuisine française, à base de pâte brisée ou de pâte feuilletée, de migaine (œufs, crème fraîche), de lardons.

## Description
La quiche lorraine se compose d’une pâte à pain étalée sur laquelle on verse, avant cuisson au four, la migaine, un appareil composé de crème et d’œufs battus. Depuis le XIXe siècle, elle intègre aussi du lard. À partir de la seconde moitié du XXe siècle, des variantes intègrent de l’emmental râpé, des champignons ou encore des oignons.
Elle est consommée le plus souvent chaude en entrée, et de plus en plus souvent à l'occasion d'apéritifs.

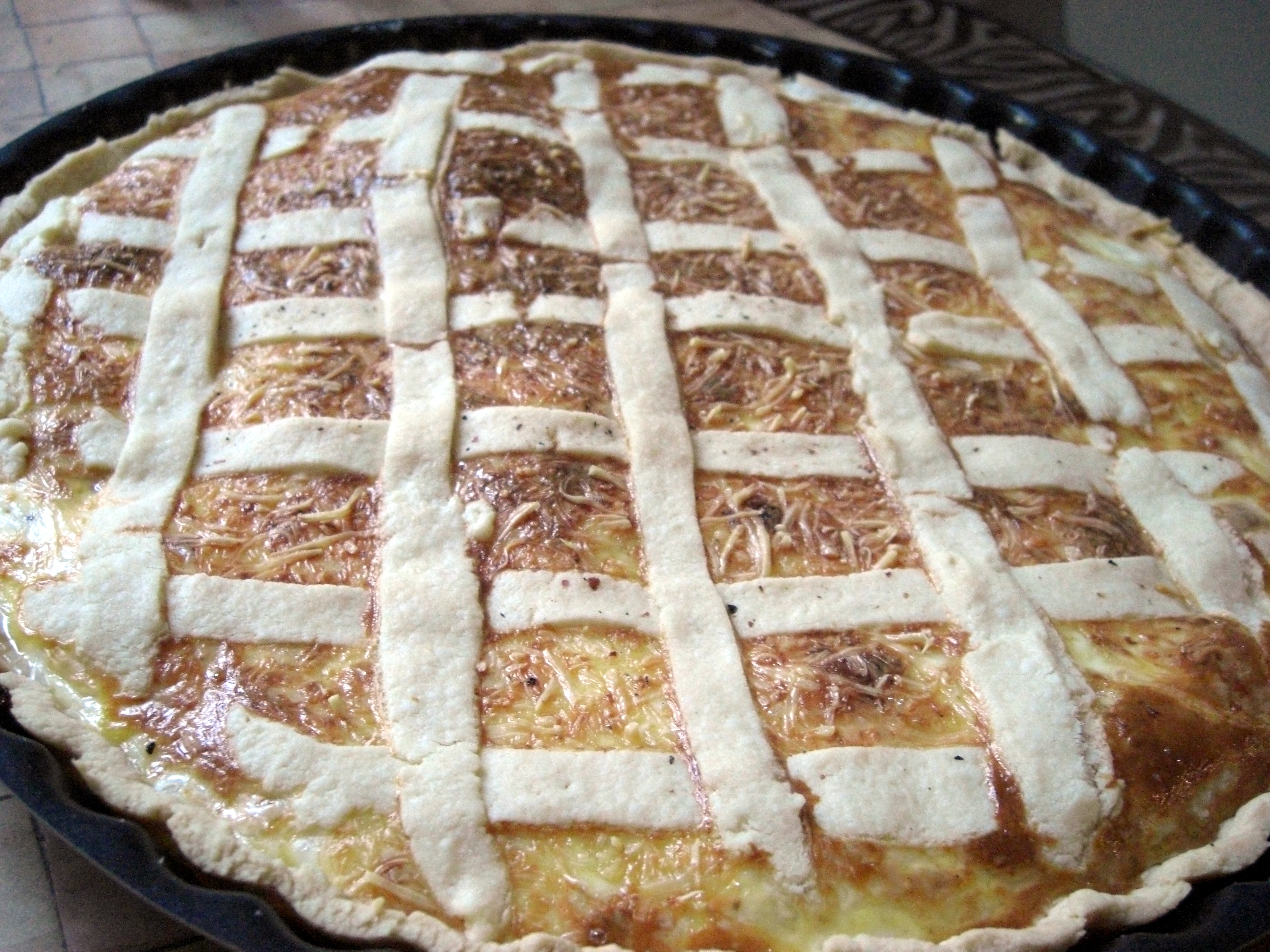
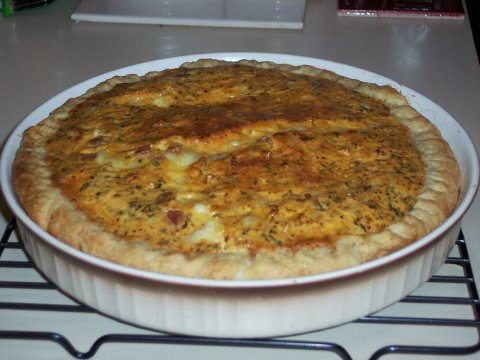
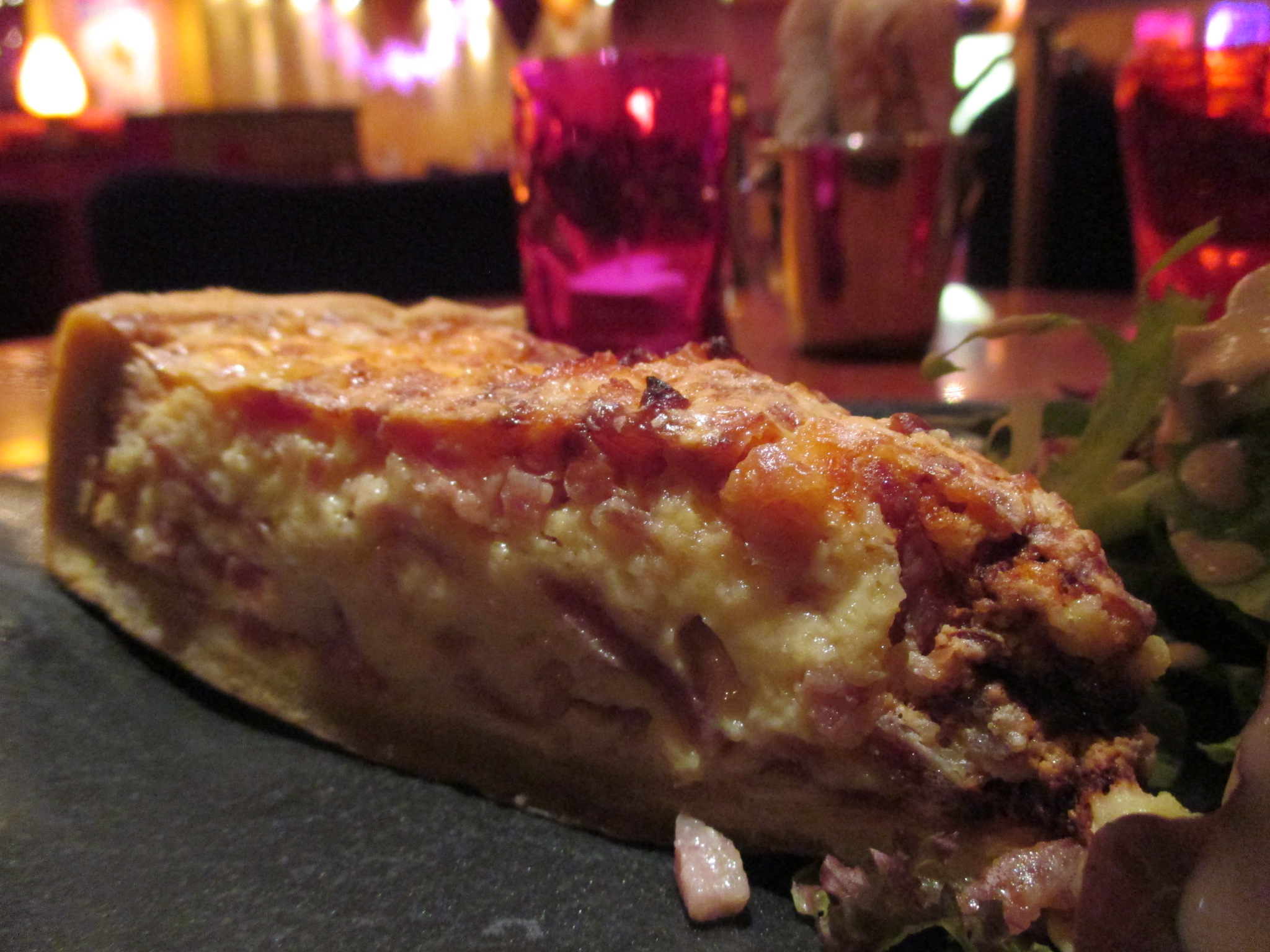

La production de quiche lorraine est considérable, en cuisine familiale, chez tous les charcutiers, boulangers, traiteurs, et dans la production industrielle agroalimentaire, fraîche, sous vide ou congelée.

## Étymologie
Le nom dériverait du francique lorrain « Kuchen » / « Kuche » que l'on retrouve également en haut-allemand. Une francisation directe du /u/ en /i/ est néanmoins peu probable. Le pluriel de « Kuchen » est, en revanche, « Kéich » et le diminutif se dit « Kichel » en zone rhénane, ce qui les rapproche plus clairement de la forme francisée « quiche ». Les francophones lorrains n'ont pas francisé la « Surkrut » en « chicrite » (pour choucroute), il n'y a aucune raison pour qu'ils empruntent un terme comme « Kuche » en quiche sans qu'une explication phonétique ne les incite à privilégier le /i/ au /ou/. Le mot « Kich » en francique lorrain désigne la cuisine.
Que la forme plurielle ou diminutive ait fini par se généraliser n'est pas inconcevable car, à l'origine, on ne faisait pas qu'une seule galette, mais plusieurs, afin de terminer les restes de pâte à pain dans la chaleur résiduelle du four. La cuisson des quiches était un moment de partage convivial.
Par ailleurs, dans les régions germanophones, le terme « Kuchen » sous toutes ses variantes ne doit pas être confondu avec le mot français « gâteau », car le premier désigne tout mets salé ou sucré, aux formes les plus diverses à base de pâte, y compris les plus fines comme pour les Flammenkuche ou les Pannkuche (pancake). On désigne par « Kiechle » ou « Kéichelchen » des beignets cuits à la graisse dans une poêle ou dans de l'huile de friture. Il est rare que, dans les langues germaniques, on ne précise pas la nature même du « Kuchen ». En Lorraine germanophone, le nom pour désigner une tarte varie selon les endroits : der Kuchen et de tart en francique rhénan, de floos en francique mosellan, den Schuedi dans la zone du francique luxembourgeois.

## Histoire

### L’évolution et la diversité régionale de la quiche
Dans sa description de la vie quotidienne lorraine de l’Ancien Régime, Guy Cabourdin précise que « la qualité de la quiche lorraine, mince et croustillante, était en fonction de la fraîcheur des produits employés ; le lard et l'épaisseur de la migaine ne vinrent qu'au XIXe siècle ». De fait, la quiche contemporaine est très épaisse par rapport à la version historique et elle ne se consomme sous cette forme que depuis le XIXe siècle. Il n’est pas déraisonnable de penser qu’à l’instar de nombreux plats initialement campagnards en Lorraine, marqués par la frugalité et la simplicité, l’augmentation du niveau de vie et l’adoption du plat par les citadins bourgeois aient contribué à lui donner une plus grande consistance. Le fait que la quiche soit aujourd’hui associée à une entrée n’est pas sans rapport avec cette évolution historique. En effet, à l’origine dans les campagnes, il n’y avait de toute façon que très rarement des entrées, mais aussi et surtout parce que la quiche est une collation rapide par manque de temps de la maîtresse de maison le jour de la cuisson du pain.
La principale différence avec la quiche actuelle réside dans la nature et l’épaisseur de la pâte ; pendant des siècles, ce fut une pâte à pain fine, dont l’appareil issu des ingrédients du quotidien se résumait au strict minimum : des œufs battus avec de la crème et un peu de beurre parsemé en copeaux. À la belle saison, on va chercher de la ciboule dans le jardin qu’on émince pour rehausser le goût de l’appareil, qu’on appelle en français régional lorrain la migaine.
La parenté de la quiche originale avec les tartes flambées alsaciennes est par conséquent très flagrante, car ces dernières ont conservé la pratique de la pâte à pain finement étalée avec un appareil proche de la quiche historique. Les Lorrains, qui habitent les régions limitrophes de l’Alsace et qui pratiquent la tarte flambée cuite dans un four à bois personnel, savent par expérience qu’il y a néanmoins une différence de tradition culinaire entre les migaines lorraine et alsacienne : les Lorrains privilégient la crème fraîche alors que les Alsaciens marient fromage blanc (Bibeleskaes) et crème fraîche avec un soupçon de farine. La variante alsacienne se rapproche donc de la fiouse lorraine.
Il faut éviter d’institutionnaliser la vraie quiche avec la vraie migaine, car ce plat rural variait déjà beaucoup autrefois de région en région, de la Lorraine germanophone au nord aux Vosges lorraines romanes au sud. Au XIXe siècle, quand Charles Charton écrit Les Vosges pittoresques et historiques, il décrit, par exemple, la galette de Remiremont, en s’indignant du fait que c’est la « galette à laquelle on fait l'injure de l'appeler quiche », ce qui laisse indiscutablement penser que, dans l’esprit des Lorrains méridionaux de cette époque, la quiche est une tarte rapide qu’on fait au dernier moment avec des restes de pâte et une migaine simple.
Dans la citation donnée plus haut dans la note de bas de page, on remarque également que c’est le boulanger qui fait la bonne galette alors que la quiche est à l’origine affaire de famille et d’organisation collective en fonction des disponibilités du four commun. Il est vrai aussi que généralement, il n’y a pas d’oignons dans la quiche classique. C’est ce qui pousse un auteur du Cahier lorrain de 1936 à déclarer que la quiche consommée à Remiremont, décrite plus haut, est une importation d’Alsace, sous-entendu non authentique. Dans le même article, l’auteur affirme toutefois qu’à ses yeux la meilleure recette est à base de pâte feuilletée,. Le caractère subjectif de son récit, et même contestable concernant la pâte employée, montre que la diversité des quiches était de mise.
Rien n’infirme l’idée qu’il n’y aurait pas eu par principe du lard dans la quiche avant le XIXe siècle. Toutes les galettes similaires en terres germanophones limitrophes comportent du lard dans leur version actuelle. En Franconie, région francique orientale culturellement proche des franciques lorrains, on continue de pratiquer la quiche fine, appelée « Blootz », garnie en fonction des saisons comme le décrit le site du pays de Hohenlohe sur les spécialités culinaires de cette région : le lard sur le Blootz était pour le dimanche ; pour la version sucrée à l’automne, on utilisait les quetsches ou les pommes. Dans cette région aussi, on aime innover en utilisant aujourd’hui au printemps de l’ail des ours, des asperges ou des chanterelles de saison. De fait, les similitudes entre la Franconie et la Lorraine concernant l’usage du lard pour améliorer le plat dans les meilleures occasions, ou pour faire plaisir à un invité, coïncident avec les pratiques culturelles et culinaires de nombreuses régions de France où on l’aimait sortir de l’ordinaire et marquer le coup par l’ajout d’un ingrédient plus cher et peu répandu.
L’appellation « galette » n’est pas anecdotique. L’inventaire du patrimoine culinaire de la France pour la région lorraine indique les dénominations en usage en 1845 pour ce plat : « quiche ou galette lorraine » ; mais on disait également « quiche au lard », ou « galette au lard du pays messin ». Le linguiste lorrain Jean Lanher évoque également, au XVIIe siècle, la cohabitation dans les Vosges de quiche et « tarte de ménage ». Les précisions géographiques du pays messin, dernier secteur roman avant la Moselle germanophone et plus haut du pays de Remiremont, région tampon avec le pays franc-comtois, apportent un indice fort pour étayer l’idée que les Lorrains de langue romane avaient une prédilection pour le terme « galette » jusqu’au XIXe siècle. Dans la même logique, cela renforce la thèse que le terme « quiche » trouve son origine et son implantation spontanée en Lorraine francique. La quiche francique est certes connue des Lorrains méridionaux, mais les usages linguistiques font cohabiter les deux termes pendant une longue période.
La lente évolution de la galette lorraine vers la quiche contemporaine sur pâte brisée, voire feuilletée chez certains, plus épaisse et plus étoffée fait que dans l’esprit des Lorrains la confusion entre les deux plats n’est plus possible : pour tous les locuteurs de français régional lorrain des XXe et XXIe siècles, si un visiteur commande aujourd’hui une galette à une ménagère lorraine, il ne recevra pas de quiche.
Les Vosgiens et Alsaciens ont leur variante de quiche aux lardons : ajout de fromage râpé pour les premiers, d'oignons rissolés pour les seconds.
Dans les Vosges, il existe par exemple une galette qu’on réalise avec des restes de purée et de la farine qu’on étale finement. On ajoute de la crème fraîche, sans œuf, et on enfourne jusqu’à ce que la pâte soit dorée et croustillante. Galette et quiche historiques avec la crème fraîche qu'on écume au fur et à mesure du lait frais rappellent le toutché du bûcheron du Haut-Doubs où cette fois ce n'est pas la migaine qui diffère, mais la pâte briochée plus épaisse.

### Le jour de la cuisson du pain
Les pratiques culinaires actuelles faussent la réception que l’on peut avoir de la quiche sur ses origines. Aujourd’hui, on peut acheter des mini-quiches chez les boulangers pour un en-cas, on enfourne une quiche dans un four électrique ou à gaz, chacun pour soi, dans l’intimité de sa cuisine. On peut la décliner sous toutes les formes avec des ingrédients peu conventionnels comme le thon, la féta ou du brocoli, par exemple. Ceci ne devint possible qu’avec la fin du four communal et la cuisson du pain pour deux semaines, voire plus.
En effet, le caractère premier de la quiche, galette ou tarte de ménage réside dans le fait qu’elle dépendait entièrement du jour de la cuisson du pain qui se faisait dans le four communal, mais aussi dans le four de la grosse ferme familiale, dans les régions où l’habitat est dispersé comme dans les Hautes-Vosges. La quiche est un plat que l’on doit à la chaleur résiduelle d’un four. Une fois tous les pains cuits, on en profite pour enfourner les tartes salées et sucrées sur moule, ou à même la pierre. Cela en fait une proche parente, voire la forme améliorée de la fiouse lorraine. De fait, le jour de cuisson du pain empêche les maîtresses de maison de préparer un repas plus copieux. Mais la famille se réjouit néanmoins de cette journée de cuisson car elle peut savourer les quiches et les tartes autour d’une table conviviale.
Cette dimension conviviale est restée bien après la fin des fours communaux. Quand un ami ou un visiteur passe à l’improviste, on lui dit de rester manger et on prépare rapidement une quiche pour le souper avec une salade verte. Jusque dans les années 1960-1970, il y avait encore des maisons lorraines qui se chauffaient et cuisinaient au bois. On utilisait la chaleur du four pour enfourner des tartes salées et sucrées quand l’occasion se présentait ou quand il y avait des restes de pâte.
Progressivement, la quiche devient synonyme de tarte salée avec un appareil aux œufs, dans lequel on peut intégrer d’autres ingrédients que ceux d’origine. Du coup, on ne parle pas de « quiche aux pommes », par exemple, alors que dans les régions qui cultivent encore la tradition de la tarte fine cuite au four à bois avec les ingrédients du moment, on peut invariablement utiliser le même terme. Cela vaut pour les régions du sud du bassin germanophone qui partagent la tradition de la tarte salée-sucrée le jour de cuisson du pain :
- francique oriental : Blootz[18] ;
- francique rhénan : Tart, Kuche ;
- francique mosellan : Floos ;

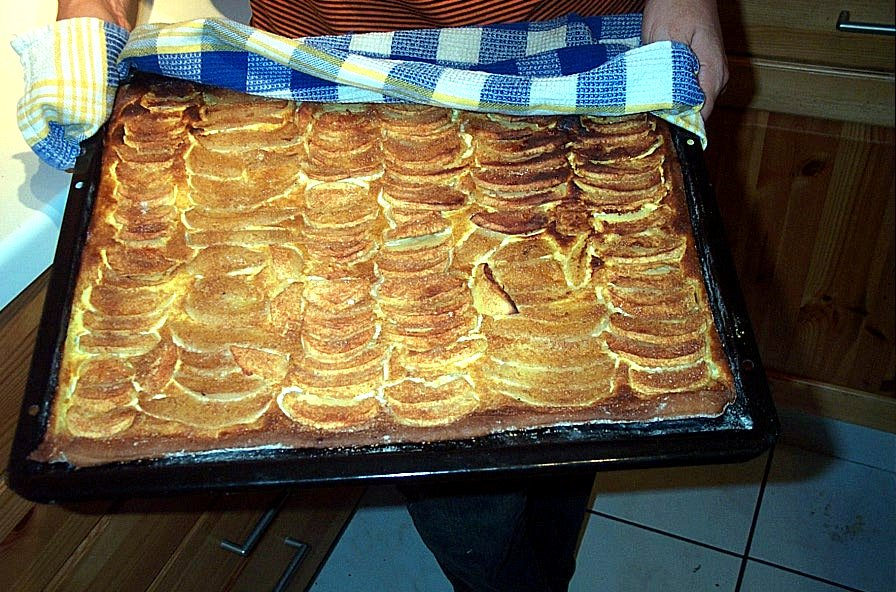
Exemple de Wähe sucrée.

- francique luxembourgeois : Schuedi ;
- souabe : Deie, Scherrkuchen, Dinnette (suivant les régions) ;
- alémanique : Wähe, Küeche, Chüeche[19],[20] ;

### La parente franconienne, le Hitzblotz
Proche parent de la quiche lorraine des terres franciques occidentales, le Hitzblotz du pays francique oriental, la Franconie, diverge par son utilisation de la farine de seigle. Il n'est néanmoins pas improbable que la quiche lorraine originelle ait également utilisé d'autres céréales plus ou moins complètes que la farine blanche du blé, avant sa généralisation en France au XVIIIe siècle, grâce à la nouvelle technique de mouture de Malisset et la politique menée par Antoine Parmentier.
En raison du lien intrinsèque avec la cuisson du pain, qui est traditionnellement un pain de seigle en Allemagne et dans les pays de l'Est autrefois, on faisait par conséquent des galettes avec le reste du pétrin, mais parfois on prévoyait la part de pâte suffisante pour réaliser les Hitzblotze.
L'appareil se composait juste d'une crème épaisse, si possible celle qu'on écumait du dessus du lait frais. On y ajoutait du cumin en grains. La pâte avait l'épaisseur d'un doigt, étalée à la main, mais aujourd'hui on utilise aussi le rouleau à tarte pour foncer une plaque de four ou un moule à tarte.
La cuisson en four à bois sur pierres réfractaires dure moins de dix minutes. Parfois, des enfants attendaient près du four que la maîtresse de maison leur donne les Hitzblotze pour qu'ils courent les amener aux ouvriers agricoles qui travaillent dans les champs.
Aujourd'hui, on fait le Blootz très souvent avec une farine de blé type 55.

## La quiche dans le texte
La vocation de repas convivial avec la quiche ressort bien de cette citation. C’est un plat que l’on aime partager en groupe qui se découpe facilement en parts et qui, somme toute, est assez nourrissante quand elle est bien garnie.

« Le samedi 18 août, excursion des plus intéressantes à la colline de La Mothe en Bassigny organisée par la société des lettres, sciences et arts de Bar-le-Duc. Une trentaine de membres de cette société si active s'y étaient donné rendez-vous. […] Un déjeuner des plus réussis, où ne figurèrent que des mets locaux, telle cette savoureuse soupe au jambon, telle encore cette délicieuse quiche lorraine, nous fut ensuite servi en plein air devant le pittoresque Cabai et Cliquot […]. »

Cette déclaration d’amour au vin gris de la région évoque parallèlement des mets lorrains que tous aiment manger en général. Le terme « galette » apparaît ici comme un mot plus récent que le terme « quiche » associé par l’auteur aux anciens.

« Quand on est attablé devant la plantureuse galette au lard, la quiche des aïeux, une vaute ou les beignets de carnaval, quel nectar, ami lecteur, que ce petit vin gris du Saint-Michel ! »

Avec cette citation, on retrouve l’association naturelle des quiches et tartes avec la cuisson du pain dans le cadre d’une fête de noces. On devine aisément aussi à quelle point les fêtes ponctuaient le quotidien plus frugal des familles lorraines qui n’avaient pas leur pain blanc tous les jours.

« La noce a été fixée au dernier jour demain. La cuisson du pain et des gâteaux était au premier rang des préparatifs. Le pain blanc, par exception, remplaçait le pain bis de seigle ou de méteil. Les ménagères affairées alignaient, tout autour de la cuisine, sur le dressoir, le pétrin et les tables, un régiment de pâtisseries, pâtés, brioches, quiches, tartes et gâteaux-biscuits. »

Cette citation montre un usage perdu du terme en relation avec des fruits sucrés. Aujourd’hui, le terme de « tarte » a remplacé les mots patoisants « quiche », « chalande » ou « fiouce ».

« Des enfants mordaient dans les quiches aux mirabelles, dont le jus sucré les poissait jusqu'aux oreilles. »

## Accord mets / vin
Généralement, on privilégie les gris et les blancs pour la quiche lorraine ; il y a des petites divergences selon les œnologues, mais on peut déjà retenir les vins suivants :
- pinot blanc Alsace, edelzwicker Alsace, pinot-gris d'Alsace ;
- mâcon blanc ;
- saint-véran blanc.

Néanmoins, il faut reconnaître que, selon les générations, et en particulier pour les générations des années 1930-1940 dans les familles lorraines, on a généralement bu au quotidien du vin rouge de table et bien moins de blanc. On va chercher une bouteille de blanc d’Alsace à la cave quand il y a des invités ou une occasion qui se présente. De même, la bière, très appréciée des Lorrains, s’accommode très bien avec la quiche.